# Терент Капельмайстер
Терент Капельмайстер (англ. Tarrant Hightopp), також відомий як Божевільний Капелюшник — вигаданий персонаж фільму 2010 року «Аліса в Країні Чудес» та його сиквела 2016 року «Аліса в Задзеркаллі», заснований на оригінальному персонажі з романів Льюїса Керрола про Алісу. Його грає актор Джонні Депп. Він є головним героєм фільмів.